# Candelaria (película)
Candelaria es una película dramática colombiana de 2017 dirigida por Jhonny Hendrix Hinestroza y protagonizada por Alden Knight y Verónica Lynn. Fue exhibida en importantes eventos a nivel internacional como el Festival de Cine de Venecia, el Festival Cinélatino Rencontres de Toulouse, el Festival Internacional de Cine de Panamá y el Festival Internacional de Cine de Transilvania en Rumania. 
Ganó algunos premios y reconocimientos a nivel nacional e internacional, entre los que destacan dos Premios Macondo (Mejor Guion y Mejor actor Principal), el premio del público a la mejor película en el Festival de Cine de Minsk, la mención especial del jurado en el Festival Internacional de Cine de Kerala y el premio a la mejor película en el Festival Internacional de Cine de Santander, entre otros.

## Sinopsis
En los años 1990 en Cuba, Víctor Hugo y Candelaria viven en una completa monotonía. Cierto día, Candelaria encuentra por accidente una cámara de vídeo, artefacto que les proporciona una nueva oportunidad de escapar de la monotonía e incluso de despertar su vida sexual, dormida durante muchos años por la rutina que vivían en la isla.

## Reparto
- Verónica Lynn es Candelaria.
- Alden Knight es Víctor Hugo.
- Manuel Viveros es el negro.
- Philipp Hochmair es el carpintero.

## Recepción
La película recibió generalmente reseñas positivas de parte de la crítica especializada. Juan Carlos González del diario El Tiempo afirmó: «Candelaria es una celebración de las posibilidades románticas y eróticas de la vejez. Ese respeto por su intimidad es el mismo que el director sintió por unos personajes que retrató con innegable afecto». Adolfo Martínez de La Nación alabó al director de la cinta, afirmando: «Jhonny Hendrix Hinostroza logró una trama conmovedora que recorre el poco transitado tema del sexo en la tercera edad en medio de vanas esperanzas».